# Вуду смрт
Вуду смрт, термин који је сковао Волтер Кенон 1942. године познат и као психогена смрт или психосоматска смрт, је феномен изненадне смрти изазване снажним емоционалним шоком, као што је страх. Аномалија је препозната као "психосоматска" јер је смрт узрокована емоционалним одговором - често страхом - на неку предложену спољну силу. Вуду смрт је посебно примећена у аутохтоним народима, концентрационим логорима или логорима за ратне заробљенике, али стање није специфично ни за једну културу.

## Волтер Кенон и његов рад
Године 1942, Волтер Кенон, на кога се сада гледа као на претечу у модерној физиолошкој психологији, објавио је рад у коме је постулирао идеју да страх може утицати на особу до те мере да би се њено физичко стање погоршало као одговор на психички стрес. Наводећи примере ванредних смрти (и њихових ванредних околности) у абориџинским друштвима, Кенон је поставио идеју да је страх од натприродних последица нарушених друштвених табуа проузроковао смрти тих људи. Оно што Кенон описује је од тада названо „синдром усмеравања кости“, при чему појединац доживљава неку врсту шока—често када крши неки друштвени/верски табу—који он тумачи као лош знак (омен) за себе; његово физичко стање се затим брзо погоршава и он умире у року од 24 сата након почетног шока.
Кенон разматра пример жене Маора која је сазнала да воће које је јела долази са тапу (табуираног) места; мање од 24 сата касније умрла је. Кенон такође дели пример младића који се разболео када је локални врачар уперио у њега кост, што је друштвени табу који је значио проклетство смрти; међутим, када је насилник младићу објаснио да је све била грешка и да ниједна кост уопште није била уперена у њега, младићу се одмах вратило здравље. Кенон примећује сличности у сваком случају: обе особе су биле чланови друштва у коме се веровања у натприродно жестоко подржавају, и обојица су претрпели оно што су обојица веровали да је неки облик клетве како је то диктирано њиховим личним уверењима; такође, појединци су имали сличне физичке симптоме. Па ипак, у случају младића, када је узрок психичког стреса уклоњен, његова мистериозна болест је нестала. Кенон приписује ове прилично драстичне физичке реперкусије као деловање страха на ум који онда доводи до уништења физичког стања.

## Узроци

### Кеноново објашњење
Према Кенону, емоција страха која ради на уму, коју он назива „симпатичком“ или „симпатико-надбубрежном“ поделом нервног система, узрокује пад крвног притиска изазваног „смањењем запремине циркулације крви". Кенон објашњава губитак запремине крви сталним убризгавањем адреналина у мале артериоле које се сужавају, спречавајући правилан проток крви у телу и изазивајући пад крвног притиска. Одатле, слаб крвни притисак спречава довољну циркулацију крви оштећујући срце и нерве који су одговорни за одржавање судова који транспортују крв, отежавајући на тај начин наставак циркулације, јер су сами органи неопходни за одржавање правилне циркулације крви. Затим долази до убрзаног откуцаја срца, праћеног убрзаним дисањем. Овим симптомима се додају и ефекти без хране или воде код особе која доживљава психички стрес: Кенон сугерише да би прави шок, у медицинском смислу, могао бити узрок смрти као резултат мало хране или воде. Кенон наводи: „Комбинација недостатка хране и воде, анксиозности, веома брзог пулса и дисања, повезаних са шокантним искуством које има упорне ефекте, добро би се уклопила у фаталне услове о којима су извештавала примитивна племена.

### Модерна објашњења
Од 1942. године научници су открили много више процеса укључених у ефекат стреса на тело, као што је регион мозга који се зове амигдала. Низ догађаја којим се чулни стимулус уводи у ум, а амигдала обрађује емоцију страха која следи назива се „пут од вида до страха“, или „пут од слуха до страха“, у зависности од мода стимулуса. Општеприхваћени редослед догађаја, како је набројала Естер М. Стернберг, 2002. године, гласи: ослобађају се разне хемикалије и електрични импулси који се преносе нервним влакнима. Истовремено, хормони се излучују из мозга, надбубрежне и хипофизе као одговор на стрес система. Срчане аритмије су често резултат превелике количине ових хормона у систему.
Године 1981, Вили Вејл, открио је кортикотрофин, хипоталамички стресни хормон мозга, или CRH: овај хормон који лучи хипоталамус координира са „центрима адреналина у можданом стаблу који су укључени у покретање симпатичког одговора... да изазове масовно ослобађање и нервне хемикалије сличне адреналину и хормони стреса заједно могу изазвати болест, укључујући губитак апетита, слабост, срчане аритмије, па чак и васкуларни колапс који може довести до смрти. Мартин А. Семјуелс даље разрађује још један процес смрти, наводећи да ће се ослобађањем адреналина и убрзаним откуцајима срца, понекад акумулирати катехоламини, хормони стреса, што доводи до отварања и задржавања канала за калцијум, што резултира преливање калцијума у систем, убијајући ћелије.

## Прекомерна активација парасимпатикуса
Кенон је веровао да се екстремни емоционални стрес може објаснити у смислу степена симпатичко-надбубрежне ексцитације. Међутим, експеримент који је извео Курт Рихтер (1957) одговорио је на Кенонов изазов са животињским моделом. Рихтер је претходно напрегнуте пацове ставио у затворену турбулентну воду; затим је забележено кашњење до утапања. Већина домаћих лабораторијских пацова трајала је сатима, док су неочекивано сви дивљи пацови умрли у року од 15 минута. Рихтер је пратио откуцаје срца и утврдио да ли је срце било у систоли или дијастоли након смрти. Открио је да је откуцај срца успорен пре смрти и да је срце одражавало стање дијастоле. Ово је било у супротности са Кеноновим предлогом да је прекомерна активација симпатичке надбубрежне жлезде резултат смрти, јер би симпатичко претерано узбуђење повећало и број откуцаја срца и крвни притисак до озбиљних степени. Рихтер је ово протумачио да су пацови угинули као резултат прекомерне стимулације парасимпатичког нервног система, посебно вагусног нерва који регулише рад срца. Смртоносни вагални ефекат било је психолошко стање безнађа.
Изненадна продужена непокретност или лажна смрт је адаптивни одговор који показују многе врсте сисара. Хофер (1970) је показао да је неколико врста глодара, када су биле угрожене, испољило непокретност која је била праћена веома ниским откуцајима срца. За неке од глодара тај број откуцаја срца је достигао испод 50% почетне вредности. Хофер је направио разлику између продужене непокретности и феномена лажне смрти. За разлику од понашања „безнађа“ које описује Рихтер, лажирање смрти се десило са изненадним моторним колапсом током активне борбе. Хофер је протумачио успоравање откуцаја срца које изазива страх као вагални феномен.
Ови подаци сугеришу да вагус доприноси тешким емоционалним стањима и може бити повезан са емоционалним стањима имобилизације, као што је екстремни терор. Нажалост, ова техника имобилизације је потенцијално опасна по живот за сисаре (али не и за гмизавце). Сисари би били подвргнути стањима брадикардије или хипоксије као прекомерне активације парасимпатичког вагусног система. Органи сисара гладног кисеоника су лишени кисеоника због недостатка крвотока, а животиња умире.

## Критичка процена
Упркос Кеноновом општем незнању о појединостима физиолошког слома, научници у годинама од објављивања Кеноновог рада генерално су се сложили са његовим фундаменталним хипотезама о вуду смрти. Критике које генерално долазе против Кеноновог рада су усмерене на природу Кенонових студија случаја из друге руке, али недавне студије су откриле бројне примере вуду смрти у различитим друштвима. Онима који наводе потешкоће у експерименталном процесу потврђивања Кенонове теорије, Барбара В. Лекс, у свом чланку из 1974. под насловом „Voodoo Death: New Thoughts on an Old Explanation“, каже да се „Вуду смрт“ може лако посматрати без компликованих експеримената. Написала је: „Сужење зенице, лако уочљиво и индикативно за парасимпатичку активацију... количина пљувачке, знојење, степен тонуса мишића и бледило коже код појединца се такође могу уочити без компликованих инструмената.
Има оних који оспоравају теорије које укључују психолошки индуковане телесне неуспехе. Дејвид Лестер, 1972. године, тврди да су Кенонови докази, посебно докази који се односе на животиње, анегдотски и ирелевантни, и уместо тога поставља концепт „смрти сугестијом“ и подржава комплекс „одрицати-одустати“ који је изнео од стране Џорџ Л. Енгел, приписујући тако узрок смрти у потпуности психолошком стању дотичне особе, а не психолошко-физиолошкој вези коју је навео Кенон. Идући још даље, Хари Д. Иствел, у свом чланку из 1982. „Voodoo Death and the Mechanism for Dispatch of the Dying in East Arnhem, Australia“, у потпуности одбацује концепт „Вуду смрти“, наводећи да смрт у случајевима известили Кенон и сарадници били су вероватније због дехидрације, а не због било каквог психолошког одговора.

## Утицај теорије на модерну науку

### Бори се или бежи
Дубоко повезано са овим случајевима изненадне смрти је оно што је Кенон назвао „бори се или бежи одговор“, што је класификовано као „неурофизиолошко-бихејвиорални“ образац одговора. „Бори се или бежи“ је фраза која се користи да опише инстинктивне и физиолошке одговоре на снажне емоције код животиња, као и код људи. Кенон повезује две емоције беса и страха због сличних ефеката које ће емоције имати на ум и тело — бес ће подстаћи одговор на „борбу“, док ће страх подстаћи „бег“. Ум, када се суочи са једном или обе ове емоције као одговор на уочену претњу, ће емитовати адреналин, а број откуцаја срца ће се повећати; међутим, понекад је систем преоптерећен реакцијама и долази до колапса који је изазван радом хормона стреса. У случају вуду смрти, одговор „бежања“ надвладава систем, али постоји мала или никаква могућност за акцију у уму појединца који пати од уочене претње. У племену Абориџина, жртве верују да пате од клетве у којој су осуђени на смрт, и тако верују да нису у стању да делују да би се спасли.

### Нова поља
Кенонова теорија о вуду смрти отворила је истраживања у различитим областима психолошких студија; од објављивања Кеноновог рада, научници су открили многе поремећаје и слично у вези са психосоматским одговорима на ситуације. Због Кенонове поставке да ум може да изазове смрт, научници су постали отворени за идеју да ум ради на телу на већи број начина, што је довело до развоја психосоматске медицине. Појава теорија о вуду смрти у научном пољу такође је довела до развоја огранка психологије под називом психофизиологија.

## Познати случајеви
Иако се случајеви унутар абориџинских друштава најчешће наводе када истраживачи као што је Кенон наводе примере, слични случајеви психосоматске смрти такође су пријављени у другим културама. У свом чланку из 1964. године, Џејмс Л. Матис описује случај раније здравог човека који је умро од напада астме када га је мајка „проклела“ јер је радио против њених жеља. Матис предлаже да су "фатална психосоматска стања" била узрок смрти овог човека, а тиме и облик вуду смрти. Године 1992, други научник — Клифтон К. Мидор — расправљао је о случају човека са дијагнозом рака који је, заједно са својим лекарима и породицом, веровао да умире од рака. У обдукцији након његове смрти, међутим, лекари су открили да његов рак уопште није био узрок његове смрти. Мидор закључује да је човеково веровање у његову непосредну смрт био узрок његове смрти.